# Ferrocarril Nacional de Panamá
El Ferrocarril Nacional de Panamá es un proyecto ferroviario que iniciará obras en 2026. En su primera fase constará de una línea que conectará Panamá Pacífico, en la provincia de Panamá Oeste, con Divisa, en la provincia de Herrera. En su plan maestro, actualmente se proyecta un cruce sobre el Canal de Panamá en un puente ferroviario próximo al Puente Centenario para conectar las estaciones Ciudad de La Salud y Albrook en Ciudad de Panamá y extender la línea hasta David y la Frontera con Costa Rica en Paso Canoas. Su visión a largo plazo busca conectar otras zonas del país, como Azuero y Bocas del Toro, integrarse a infraestructuras logísticas como puertos y otros sistemas de transporte público como el Metro de Panamá, e iniciar la expansión de la red internacionalmente para conectar a Panamá con el resto de Centroamérica y Sudamérica.

## Antecedentes
La idea de conectar Chiriquí con la Ciudad de Panamá tiene sus orígenes a inicios del siglo XX. Desde 1911 hubo varios intentos y propuestas para lograr esta vía férrea. Sin embargo, tras varios obstáculos tanto internos como externos, el proyecto no prosperó.
Ya en el siglo XXI, se publicó un estudio de factibilidad por parte de la China Railway Design Corporation (CRDC) en 2019. Este estudio sirvió de base para la actualización realizada por la estadounidense AECOM que fue contratada por el gobierno en 2024 para la creación de un plan maestro para la ruta.

## Ruta y características
La ruta del plan maestro plantea su estación terminal para Ciudad de Panamá en Albrook, cercana a la Estación Albrook del Metro de Panamá y a la Gran Terminal Nacional de Transporte usando terrenos del actual Aeropuerto Marcos A. Gelabert. Luego la ruta plantea aprovechar el derecho de vía del Ferrocarril Panamá - Colón para llegar a una zona próxima al Puente Centenario desde donde saldría un ramal a La Ciudad de La Salud. Luego la vía cruzará  el Canal de Panamá sobre un puente ferroviario al norte del Puente Centenario, pasando así a Panamá Oeste, desde donde saldrá una línea a Panamá Pacífico conectando aquí con la Estación Panamá Pacífico de la Línea 3 del Metro de Panamá. Luego la ruta pasaría por las estaciones: La Chorrera, Chame, Río Hato, Penonomé, Divisa, Santiago, Soná, San Félix, David, Bugaba, y Paso Canos. Llegando en este último a la Frontera con Costa Rica. 
Se ha confirmado que la ruta tendrá alimentación eléctrica y buscará servir tanto para movimiento de carga como de pasajeros. Por lo que busca integrar zonas urbanas, así como puertos. Se diseñó para que existan servicios de pasajeros exprés que conecten a las ciudades de David y Panamá, las dos más grandes de la ruta, en un tiempo menor a 3 horas. Para esto, se confirmó que la velocidad máxima que alcanzará el servicio de pasajeros será de 180 km/h. 